# Athetis flavata
Athetis flavata là một loài bướm đêm trong họ Noctuidae.